# Django Warmerdam
Django Warmerdam, né le 2 septembre 1995 à Voorhout aux Pays-Bas, est un footballeur néerlandais qui évolue au poste d'arrière gauche à l'Excelsior Rotterdam.

## Biographie

### En club
Né à Voorhout aux Pays-Bas, Django Warmerdam est formé par l'Ajax Amsterdam. Il fait ses débuts en professionnel avec le Jong Ajax, l'équipe réserve du club qui évolue en Eerste Divisie, la deuxième division néerlandaise. Il joue son premier match le 24 novembre 2014, face au NEC Nimègue. Il entre en jeu et les deux équipes se neutralisent (1-1 score final).
Le 18 juillet 2016, Warmerdam est prêté par l'Ajax au PEC Zwolle. Le joueur arrive notamment pour compenser le départ de Thomas Lam à Nottingham Forest.
Lors de l'été 2017, Warmerdam s'engage en faveur du FC Groningue pour un contrat de trois ans. La signature est annoncée le 1er mai 2017.
En fin de contrat avec Groningue en juin 2020, Warmerdam rejoint librement le FC Utrecht à l'été 2020. Le transfert est annoncé dès le 3 février et il signe un contrat de trois ans,,. Il joue son premier match sous ses nouvelles couleurs le 18 septembre 2020, lors d'une rencontre de championnat face au VVV Venlo, où il est titularisé (1-1 scoe final).
Le 3 octobre 2021, Warmerdam inscrit son premier but pour Utrecht, contre son club formateur, l'Ajax Amsterdam. Unique buteur de la rencontre, il permet donc à son équipe de s'imposer et de stopper par la même occasion la série de l'Ajax, invaincue en championnat depuis le début de la saison jusqu'ici,.
Lors de l'été 2023, Django Warmerdam rejoint le Sparta Rotterdam. Le transfert est annoncé dès le 11 mai 2023, et il signe un contrat de deux ans, soit jusqu'en juin 2025.
Le 23 juillet 2024, Django Warmerdam quitte le Sparta Rotterdam pour un autre club de la ville, l'Excelsior Rotterdam. Il signe un contrat de deux ans, soit jusqu'en juin 2026.

### En sélection
Django Warmerdam joue son premier match avec l'équipe des Pays-Bas espoirs le 27 mai 2015 contre le Costa Rica. Il entre en jeu à la place de Thom Haye et son équipe l'emporte par trois buts à deux.